# Trei Sate
Trei Sate (węg. Hármasfalu) – wieś w Rumunii, w okręgu Marusza, w gminie Ghindari. W 2011 roku liczyła 1122 mieszkańców.